# مدرسة ابتدائية خسروي
مدرسة ابتدائية خسروي هي مدرسة تاريخية تعود إلى القاجاريون، وتقع في يزد.